# Beach ball (sport)
Pour les articles homonymes, voir Beach ball.
 (signalé en juillet 2025).
Si vous disposez d'ouvrages ou d'articles de référence ou si vous connaissez des sites web de qualité traitant du thème abordé ici, merci de compléter l'article en donnant les références utiles à sa vérifiabilité et en les liant à la section « Notes et références ».
- Archive Wikiwix
- Bing
- Cairn
- DuckDuckGo
- E. Universalis
- Gallica
- Google
- G. Books
- G. News
- G. Scholar
- Persée
- Qwant
- (zh) Baidu
- (ru) Yandex
- (wd) trouver des œuvres sur Wikidata

Partie de Beach ball

Le beach ball, appelé aussi racket ball, est un sport de raquette se jouant généralement sur les plages. Sa pratique ludique a évolué vers un sport réglé. Il ne faut pas le confondre avec le racquetball, ou le beach tennis que l'on appelle aussi tennis de plage. Le beach tennis utilise un filet de 1,70 mètre de haut, alors que le beach ball se joue sans filet et une balle et des raquettes différentes.
Le beach ball se pratique traditionnellement sur la plage, mais on peut y jouer n’importe où, à partir du moment où l’on dispose de la place nécessaire. On peut également y jouer en intérieur, dans un parc de verdure ou sur une surface plate et bien dégagée. Le beach ball est un peu différent des autres sports de raquette. En effet le but n'est pas de battre l'adversaire, mais d'effectuer le plus d'échanges possibles avec celui-ci. Le duo (les deux personnes qui jouent) a pour mission d'avoir le meilleur score possible, donc de faire le plus d'échanges. De plus dans ce sport la balle se frappe uniquement de volée (par percussion et non par rebond). 
Le beach ball, également connu sous diverses appellations selon les régions, trouve ses origines dans plusieurs cultures à travers le monde. Par exemple, en Israël, il est appelé "matkot" et est pratiqué depuis les années 1920 sur les plages de Tel Aviv. En parallèle, des jeux similaires ont été populaires dans d'autres pays côtiers, notamment en Italie et en Grèce, où des variantes locales existent depuis des décennies. La popularité du beach ball a également grandi aux États-Unis et en Australie, où il est devenu un incontournable des activités de plage estivales. Ce sport incarne un esprit universel de détente et de convivialité, reliant différentes cultures par une activité commune et simple, mettant en avant l'importance du jeu en plein air et des loisirs actifs.

## Le matériel
Taille des raquettes et taille de la balle sont spécifiques à ce sport. Il en est de même du diamètre et du poids de la balle et des raquettes.

### La raquette
Il se joue avec des raquettes en bois ou en plastique, sachant qu'il y a un poids maximum de 500 grammes à respecter. La raquette ressemble vaguement à une raquette de tennis de table. Elle est toutefois beaucoup plus grosse. Son diamètre permet de maintenir les échanges sur de longues distances. Ce diamètre doit être impérativement respecté.

### La balle
Une balle de 10 à 20 grammes vient s'y ajouter. C'est une balle non rebondissante que l'on envoie par percussion uniquement avec la raquette

### Marquages
Deux marquages délimitent une zone de 10 mètres ou les coéquipiers échangeront la balle. Aucun joueur ne doit en aucun cas marcher dans la zone du milieu, la zone de 10 mètres entre les deux marquages, et ni sur la limite (la ligne de marquage). Le comptage des points s'arrête si c'est le cas.

## Modes de jeu

### Le jeu libre
Le classique, qui se joue souvent sur les plages, le but étant de faire le plus d'échanges possibles. Dans ce mode de jeu les débutants désirant se familiariser avec le matériel peuvent effectuer des échanges avec leur partenaire, en les faisant durer le plus longtemps possible, en comptant ou non les points, sans marquage et sur une aire informelle (pas de surface ou de dimensions de terrain spécifiques). 

### Règles applicables
- Respecter son partenaire.
- Frapper uniquement la balle avec sa raquette.
- Une personne égale un tir. C'est-à-dire que le joueur A ou B ne peut pas frapper deux fois de suite dans la balle, les contrôles de balle ou jongles sont formellement interdit. Il doit impérativement frapper la balle une fois pour la donner à son partenaire.
- Une balle qui touche le sol ou une balle qui touche deux fois la raquette du même joueur est une balle perdue. Le match s'arrête. Le score s'arrête donc et les partenaires doivent recommencer leur comptage des points à partir de 0.
- Comptage des points : Sur le duo de partenaires il n'y a qu'un joueur qui compte les points, à chaque réception de la balle le joueur compte un point.

Par exemple: Si A compte les points et B et son partenaire, alors lorsque A renvoie la balle en volée il compte  un point et ainsi de suite.  
- Le service et toujours effectué par le joueur non-compteur des points. Ici dans notre exemple le joueur B fait le service.
- Marquages : s'ils sont mis ce qui est vivement conseillé; il est interdit de :

- marcher sur l'un des deux marquages ;
- marcher dans la zone entre les deux marquages. Si cela n'est pas respecté le comptage des points est arrêté quand il y a eu la faute.

### Jeu Proappelé aussiMatch en 3
Jeu professionnel réservé à la compétition. Deux équipes ou plus s'affrontent. Sur la distance de 10 mètres toujours. Avec marquages au sol il est interdit de poser son pied sur ce marquage. Un arbitre compte les points à chaque réception du joueur (chaque échange) il vérifie que la balle est touchée une fois et que aucune  partie du corps des joueurs ne touche le marquage.
La première équipe doit jouer en essayant de faire le plus de points possibles. Si la balle tombe à terre il n'y a pas de disqualification.
le compte s'arrête là ou il était. Par exemple :  si l'équipe était à 90 points et que la balle à chuter au sol il y aura donc 90 points. (comme dans tous les modes de jeu)
Cependant ici il y a la « règle des trois jeu » appelée aussi « règle des trois chances ».
L'équipe pourra recommencer de nouveau à zéro et essayer de battre son record précédent (90 dans l'exemple)
Une équipe pourra jouer en tout trois fois et gardera le meilleur de ses points.
Chaque équipe joue chacun  son tour. Exemple : 
- Équipe : 1 E1           Équipe : 2  E2
E1 : 90 points
E2 : 145 points
E1 : 106 points
E2 : 115 points
E1 : 21 points
E2 : 12 points

Donc  : Équipe 1 (90.106.21) donc meilleur score 106.
Équipe 2 (145.115.12)donc meilleur  score 145.
Équipe 2 (E2) remporte la victoire.
À noter qu'une équipe ne peut pas aller plus loin que 1000 points. Si chaque équipe a atteint les 1000 points on crée alors une ou plusieurs  manches supplémentaires et chaque équipe joue à son tour, comme précédemment,  une fois et on compare les résultats,  le meilleur score remporte la victoire.

#### Règles applicables
- Respecter son partenaire.
- Une équipe ne peut pas aller plus loin que 1000 échanges.
- Frapper uniquement la balle avec sa raquette.
- Une personne égale un tir. C'est-à-dire que le joueur A ou B ne peut pas frapper deux fois de suite dans la balle, le contrôles de balle ou jongles sont formellement interdit. Il doit impérativement frapper la balle une fois pour la donner à son partenaire.
- Une balle qui touche le sol est une balle perdue. Le match s'arrête. Le score s'arrête donc et les partenaires doivent recommencer leur comptage des points à partir de 0.
- Comptage des points : un arbitre compte les points d'un seul joueur (il compte en fait le nombre d'échanges effectués par les coéquipiers).
- Un arbitre est toujours présent pour compter les points,et éviter toute forme de triches, à savoir pour les plus courantes la double réception interdite. On ne touche qu'une fois la balle lorsqu'on la réceptionne. Et également les règles relatives relatives aux marquages au sol. on ne peut que passer son bras, pour réceptionner ou envoyer la balle, dans la zone de limitation, mais aucune partie du corps ne doit être à l'intérieur.

Comptage des points : Exemple: Si A compte les points et B et son partenaire, alors lorsque A renvoie la balle en volée l'arbitre compte  un point et ainsi de suite.  Voir exemple ci-dessus pour davantage de compréhension.
- Le service et toujours effectué par le joueur non-compteur des points. Ici dans notre exemple le joueur B fait le service.
- Marquages : il est interdit de :

- marcher sur l'un des deux marquages ;
- marcher dans la zone entre les deux marquages
- L'équipe qui commence à jouer est désignée par tirage au sort ou part shi fu mi (pierre feuille ciseaux).